# Banda de Varela
Banda de Varela es una localidad del Departamento Capital, provincia de Catamarca, Argentina.

## Geografía

### Población
Cuenta con 1984 habitantes (Indec, 2010), lo que representa un incremento del 46,3% frente a los 181 habitantes (Indec, 1991) del censo anterior.

### Sismicidad
La sismicidad de la región de Catamarca es frecuente y de intensidad baja, y un silencio sísmico de terremotos medios a graves cada 30 años en áreas aleatorias. Sus últimas expresiones se produjeron:
- 21 de octubre de 1966 (58 años), a las 12.39 UTC-3 con 5,0 Richter; como en toda localidad sísmica, aún con un silencio sísmico corto, se olvida la historia de otros movimientos sísmicos regionales
- 3 de noviembre de 1973 (51 años), a las 14.17 UTC-3 con 5,8 Richter: además de la gravedad física del fenómeno se unió el olvido de la población a estos eventos recurrentes
- 7 de septiembre de 2004 (20 años), a las 8.53 UTC-3, con una magnitud aproximadamente de 6,5 en la escala de Richter (terremoto de Catamarca de 2004)[1]

## Ubicación
Se encuentra a 7 km de la Capital Catamarqueña, a sólo 20 minutos. Se puede acceder a ella por Ruta Provincial 1, Ruta Provincial 106 o por la recientemente inaugurada "Quebrada de Moreira" desde el norte de la capital, más precisamente por Avenida Los Terebintos.

## Lugar
"La Banda" es un lugar muy tranquilo, que cuenta aproximadamente con 2000 habitantes. 
Cuenta con instituciones tales como un Centro de Atención Primaria para la Salud, una subcomisaría que depende de la Comisaría Tercera de La Chacarita, la Escuela N° 230 “San José de Calasanz”, una Sede de Participación Vecinal (SEPAVE), la Iglesia San José y la Iglesia Sagrado Corazón de Jesús, el Cementerio San Roque, que tiene su propia capilla, un complejo deportivo y hasta un motel. Además el Río del Valle costea la localidad.
Otra particularidad de Banda de Varela es que allí vive mucha gente longeva, con más de 85 años.

## Deporte
Actualmente sólo cuenta con un equipo de fútbol, el Club Deportivo Coronel Daza que curiosamente juega en la Liga Chacarera de Fútbol. Ha sabido jugar torneos de AFA, como el Torneo del Interior.

## El Caso "Pitufo Enrique"
En el año 2000 repercutió a nivel nacional la leyenda urbana del Pitufo Enrique, estos sucesos sucedieron en Banda de Varela, en donde policías y remiseros contaron la aparición fantasmagórica de este "enano". El nombre fue puesto por el director del canal Crónica TV Félix Molina en una discusión con ejecutivos sobre que nombre ponerle, pero la razón principal de esta es que el gerente del canal se llamaba así y no le caía bien a Félix.
El Cabo Miguel Carlos Agüero dijo haber visto un "duende" que le habló y le dijo que venía a buscarlo de parte de Satanás. El hecho se registró en la subcomisaría de dicha localidad y debió ser transitoriamente clausurada para evitar una psicosis entre los uniformados, por lo que posteriormente tuvo que ir un exorcista para revisar la localidad. Según indicó el parte oficial enviado por la comisaría tercera de la que depende la subcomisaría aludida. Luego el caso fue disminuyendo y varios medios nacionales lo tomaron para la burla. El más recordado es el periodista Claudio Orellano en Crónica TV, que al finalizar el informe, estalló en una carcajada con la famosa frase: ¡Que pitufo ese!.

## Parroquias de la Iglesia católica en Banda de Varela
| Diócesis  | Catamarca                |
| --------- | ------------------------ |
| Parroquia | San José                 |
| Parroquia | Sagrado Corazón de Jesús |